# عقرب سوطي رقيق
عقرب سوطي رقيق (الاسم العلمي: Thelyphonus angustus) هو نوع من العنكبوتيات يتبع جنس العقرب السوطي من الفصيلة العقارب السوطية.